# Harry von Arnim
Pour les articles homonymes, voir Famille Arnim et Arnim (homonymie).
Harry-Charles-Conrad-Édouard, comte d’Arnim, né à Moitzelfitz, arrondissement de la principauté (de) le 3 octobre 1824 et mort le 19 mai 1881 à Nice, est un diplomate prussien.

## Origine
Il est issu de la famille von Arnim de l'Uckermark. Ses parents sont Christian Ernst von Arnim (1792-1842) et son épouse Auguste von Blankenburg (1795-1849). Son oncle est l'homme politique Heinrich Alexander von Arnim (1798-1861).

## Biographie
Attaché à la légation prussienne de Munich en 1850, secrétaire d’ambassade à Rome de 1853 à 1855, puis conseiller de légation au ministère des affaires étrangères à Berlin, le comte d’Arnim a été envoyé extraordinaire à Lisbonne en 1862, puis à Munich en 1864.
Ministre plénipotentiaire à Rome de 1864 à 1870, il a été commissaire pour les négociations de la paix à Bruxelles, puis à Francfort en mars-mai 1871. Ambassadeur en France, le 9 janvier 1872, il a suivi une ligne politique différente de celle de Bismarck, qui, le soupçonnant en outre de vouloir le supplanter dans la faveur de l’empereur Frédéric, l’a fait rappeler, le 2 mars 1874, mettre en disponibilité le 15 mai suivant, et poursuivre pour détournement ou suppression de pièces diplomatiques.
Condamné à trois mois, le 19 décembre 1874, puis à neuf mois de prison, le 24 juin 1875, il s’est retiré en Suisse, puis en Italie, et a publié ou fait publier des écrits retentissants contre le chancelier allemand, qui lui a intenté une accusation de trahison et d’insultes envers l’empereur, qui lui a valu d’être frappé, en octobre 1877, de cinq années de réclusion par contumace. Depuis son exil en Autriche, il a publié deux autres pamphlets sur la politique ecclésiastique de Prusse, intitulés Der Nunzius kommt! (Vienne, 1878) et Quid faciamus nos? (Vienne, 1879). Il allait pouvoir poursuivre la révision de son procès lorsqu’il est mort en France.

## Famille
Il se marie le 28 décembre 1846 Elise von Prillwitz (né le 23 juin 1827 à Berlin et mort le 22 décembre 1854 à Rome), fille d'Auguste von Prillwitz (de). Le couple a un fils:
- Henning August (de) (née le 21 avril 1851 et morte le 20 août 1910)

marié avec Anna von Törring-Jettenbach (née le 11 octobre 1863 et morte le 26 février 1888)
marié en 1891 avec Mary Annette Beauchamp
Après sa mort, il se marie le 21 avril 1857 à Berlin Sophie Adelheid von Arnim-Boitzenburg (1836-1918), fille du comte Adolf Heinrich von Arnim-Boitzenburg. Le couple a trois filles, dont:
- Margarethe (né le 9 décembre 1859 et mort le 2 mai 1940) mariée avec Bernd von Arnim
- Caroline Mathilde (né le 30 décembre 1865 et mort le 18 juillet 1898) marié avec Clemens Adolf von Einsiedel (né le 29 octobre 1853 et mort le 1er mars 1917)
- Élise Adolphine (né le 16 mars 1858 et mort le 16 janvier 1874)

Arnim est élevé au rang de comte prussien le 28 juillet 1870 à Berlin selon le droit du premier-né (primogéniture).